# Cratere Phocylides
Phocylides è un grande cratere lunare di 115,18 km situato nella parte sud-occidentale della faccia visibile della Luna.

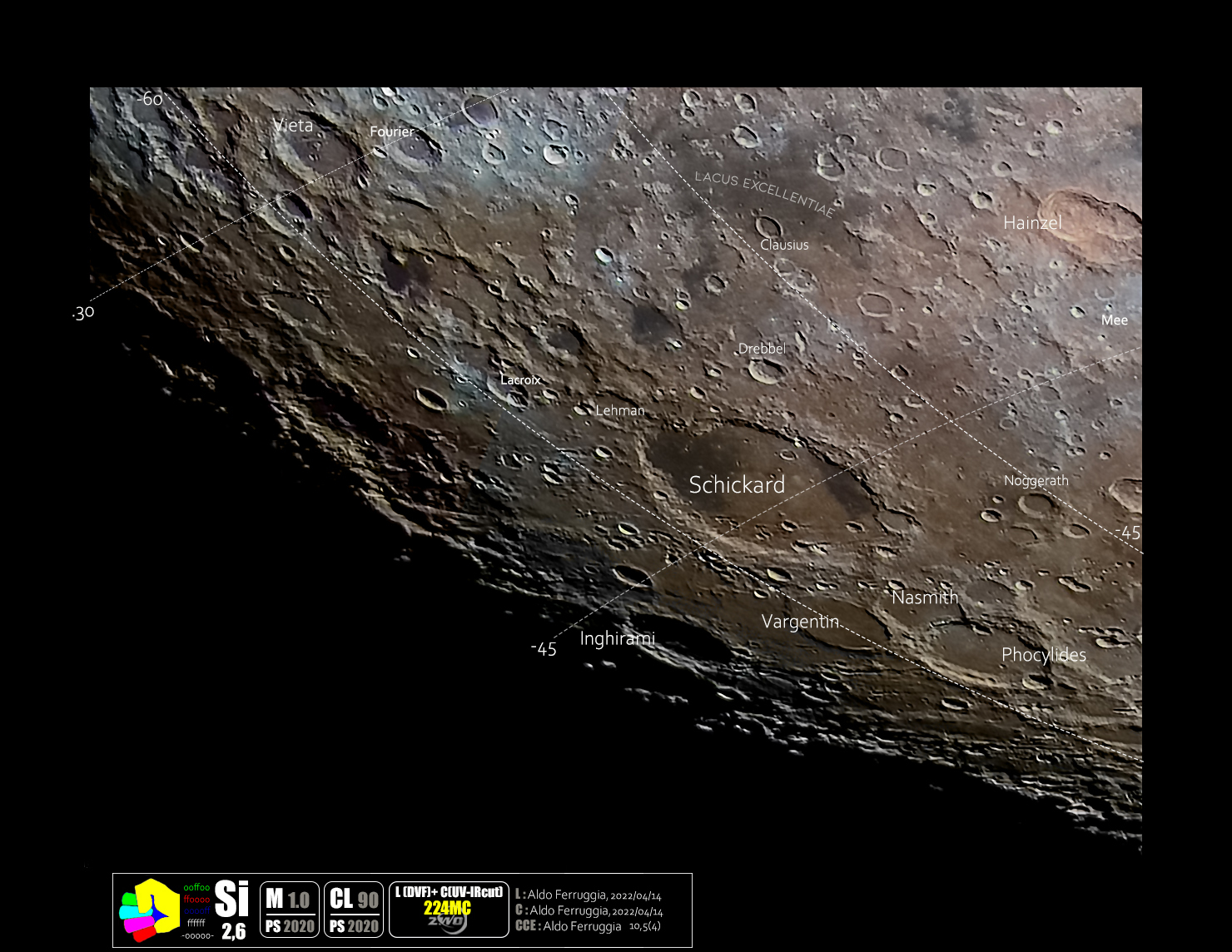
Immagine Selenocromatica(Si) del cratere(in basso a destra)